# Алюминотермитная сварка рельсов
Алюминотермитная сварка рельсов (полное название: Сварка рельсов алюминотермитная методом промежуточного литья) — процесс, основанный на алюминотермии, при котором используются химические реакции восстановления железа из оксидов, эти реакции сопровождаются выделением тепла и получением расплавленного металла требуемого химического состава.
Алюминотермическая реакция:
2Al + Cr2О3 = Al2О3 + 2Cr
Fe2O3 + 2Al = 2Fe + Al2O3
Для сварки применяется термит, расфасованный определенными порциями. Работу выполняет бригада из двух-трех человек. Общий вес используемого оборудования не превышает 350—400 кг.
При выполнении сварки и сопутствующих технологических операций используются автономные источники энергии.

## История
На протяжении всего периода существования железных дорог велись поиски конструкций рельсовых стыков, которые обеспечили бы такую же надежность пути в местах соединения рельсов, как и вне стыков. Стыки остаются основными возбудителями динамических, а нередко и ударных воздействий подвижного состава на путь. Регулярные динамические нагрузки на рельсовый стык приводят к интенсивному износу как ходовых частей подвижного состава, так и к дефектам рельсов, а в долгосрочном периоде к просадкам в балласте и болезням земляного полотна. Затраты труда на содержание стыков достигают 20 % всех затрат на текущее содержание пути.
Чтобы сократить число рельсовых стыков в пути, десятилетиями стремились увеличить стандартную длину рельсов. Коренное решение проблемы рельсового стыка воплотилось в так называемом бесстыковом пути, благодаря которому число стыков сокращается в десятки, а при непрерывной сварке рельсов на перегонах, станциях и в пределах стрелочных переводов — в тысячи раз.
Сама мысль о алюминотермитной реакции происходит из второй половины XVIII века. Французский ученый Антуан Лоран Лавуазье описал принцип экзотермической реакции, практическое внедрение которой в своей эпохе он не мог предполагать.
Русский физико-химик Николай Николаевич Бекетов в 60-х годах 19 века показал, что при высоких температурах алюминий восстанавливает металлы из их оксидов. Позднее эти опыты послужили отправной точкой для возникновения алюминотермии.
В 1895 году немецкий химик, профессор Ганс Гольдшмидт (Elektro-Thermit GmbH & Co. KG; Германия) после десяти лет испытаний практического использования реакций Лавуазье и Бекетова получает первый патент на сварку стальных профилей, в том числе профилей железнодорожного рельса.

## В сравнении с другими видами сварки рельсов
На сегодняшний день существует два основных способа стыковой сварки рельсов:
- электроконтактная сварка
- алюминотермитная сварка

Алюминотермитная сварка рельсов имеет ряд преимуществ перед контактной сваркой: она не требует сложного дорогостоящего оборудования, большого количества рабочих, продолжительных перерывов в движении поездов. Кроме того она может применяться при сварке на стрелочных переводах. Процесс сварки одного рельсового стыка занимает около 50 минут, а благодаря возможности работы нескольких бригад одновременно, можно добиться большей производительности в «окно». Например, за двухчасовое «окно» силами трех бригад можно изготовить до 12 стыков.